# Скално светилище Голям Калин
Скално светилище Голям Калин се намира на едноименния връх в Рила планина и според откривателите му представлява храм посветен на бога Слънце и прецизно археоастрономическо съоръжение за наблюдение на небесните тела.

## Откритие
Светилището е открито през август 2010 г. в рамките на експедиция, ръководена от секретаря на ТД „Академик-ВТУ“ и председател на Пещерен Клуб „Дервент“ Евгени Коев. Екипът на експедицията локализира и проучва обекта. Обектът е въведен в научно обръщение година по късно – през септември 2011 г., а месец по-късно резултатите от първоначалните изследвания са обявени по време на научната конференция „Междукултурен диалог и образование в Балканите и Източна Европа“ проведена в гр.Велико Търново и организирана от ВТУ „Св. св. Кирил и Методий“.

## Описание и особености
Скалното светилище е оформено на три нива. Долна площадка, в централната част на която е разположена своеобразна мегалитна пирамида, която завършва във височина с монументален скален блок на повърхността на който се наблюдава издълбан жлеб в посока изток – запад, пресечен под прав ъгъл в източната му половина от две листовидни вдлъбнатини (маркери), които са оформени в посока север-юг и дават възможност за наблюдения върху зенита на Слънцето в определени дни от годината.
Горната площадка е с оформена почти правилна кръгла форма, където се наблюдава монументален скален блок в средата и три своеобразни скални могили в североизточна, югоизточна и южна посока, маркиращи посоките на изгрева на слънцето в периода на слънчевите равноденствия и лятното слънцестоене. Според Георги Манев тази организация на сакрализираното пространство има паралел у скално светилище на Зайчи връх над руините на античния град Кабиле.
Между двете площадки в южна посока са регистрирани кръгли изсечени ямки. Локализирана е и символичната „каменна порта“, разграничаваща позициите „горе“ и „долу“ между долната и горната култова площадка, която маркира границата между „двата свята“. Изследователите предполагат, че самият връх Голям Калин може да е бил част от цялостния култов комплекс, от където да са реализирани допълнителни астрономически наблюдения и да са осъществявани определени обредни дейности.
Неблагоприятни климатични условия възпрепятстват участниците в научната експедиция да проведат наблюдения по време на слънчевия залез, за да потвърдят предположенията за използването на съществуващата скална арка/халка в близост до върха, като допълнително съоръжение за наблюдение на движението на слънцето по небосвода.
Скалното светилище при връх Голям Калин е едно от най-високо разположените известни скални светилища на територията на България, то е разположено на около 2400 – 2700 м. н.в. и според Евгени Коев дава нова насока на бъдещи проучвания.